# Georgeville (Québec)
Pour les articles homonymes, voir Georgeville.
Georgeville est un Hameau du Québec située dans la MRC de Memphrémagog en Estrie.

## Toponymie et Histoire

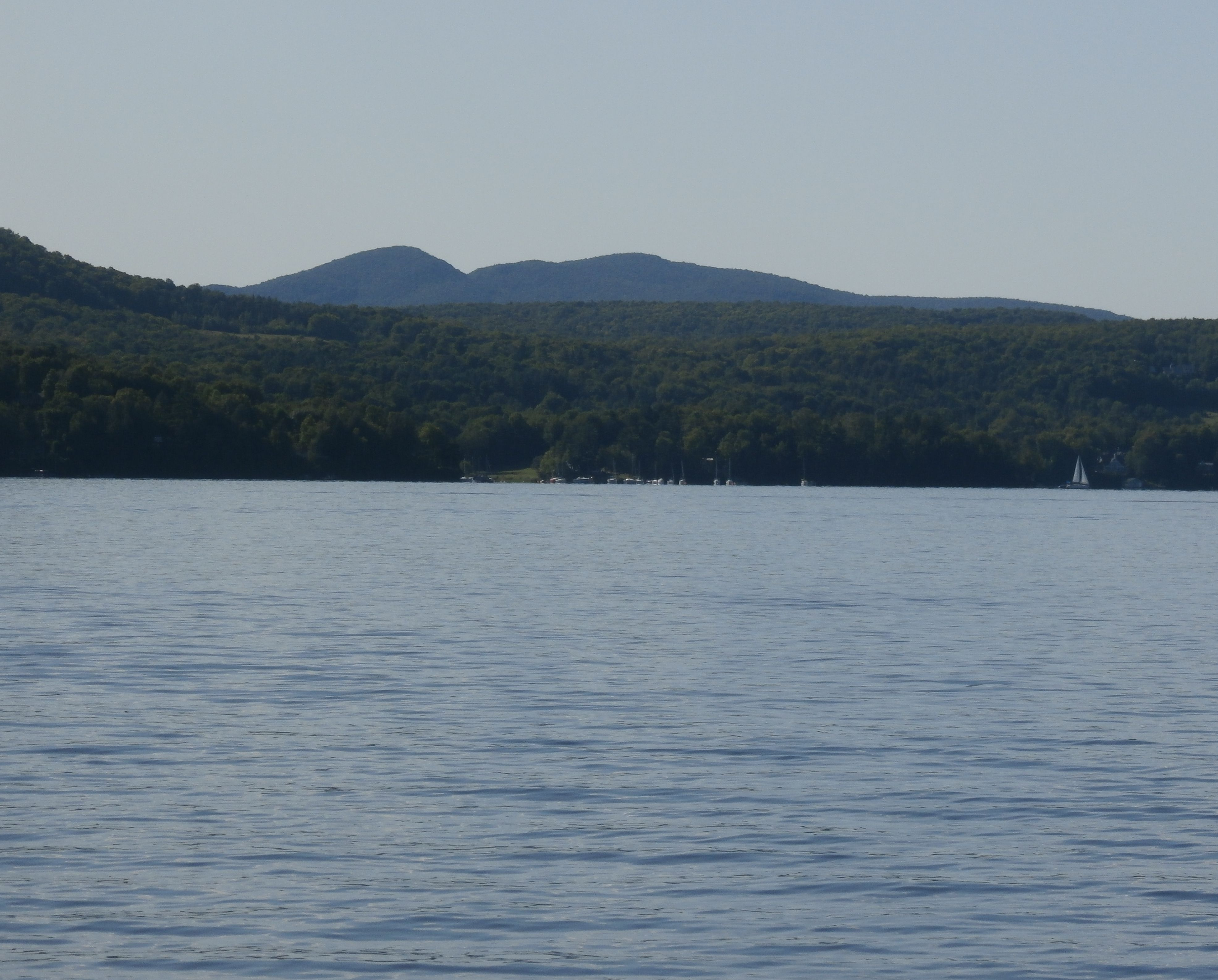
Vue de la rive ouest du lac Memphrémagog depuis le quai de Georgeville.

L'endroit fut nommé à l'origine Copp's Ferry , en raison du capitaine Moses Copp qui s'est établi sur la rive est du Lac Memphrémagog pour y  exploiter un traversier en 1797 afin de relier Knowlton Landing sur la rive ouest du lac, situé dans la municipalité de Potton. L’agglomération fut renommé Georgeville en 1822 en l'honneur de George Fitch Coop.
Lors de la Rébellion des Patriotes en 1837-1838, Georgeville est considéré par les autorités britanniques comme un «foyer de dissidence» après qu'un traversier à cheval fut coulé pour empêcher les militaires de traverser les deux rives du lac.
Officiellement, le canton comprend deux villages: Fitch Bay (fondée en 1855) et Georgeville (fondée dans les années 1890). Les deux villages se sont formés à la suite de migrants anglophones de l'État américain du Vermont [citation nécessaire] jusqu'à ce que des postes de douane frontaliers soient établis après 1920. [citation nécessaire]

## Démographie
En 2020, la population est bilingue avec une prédominance en français (environ 57 %).